# Tomografia por capacitância elétrica

Tomografia por Capacitância Eléctrica (TCE)

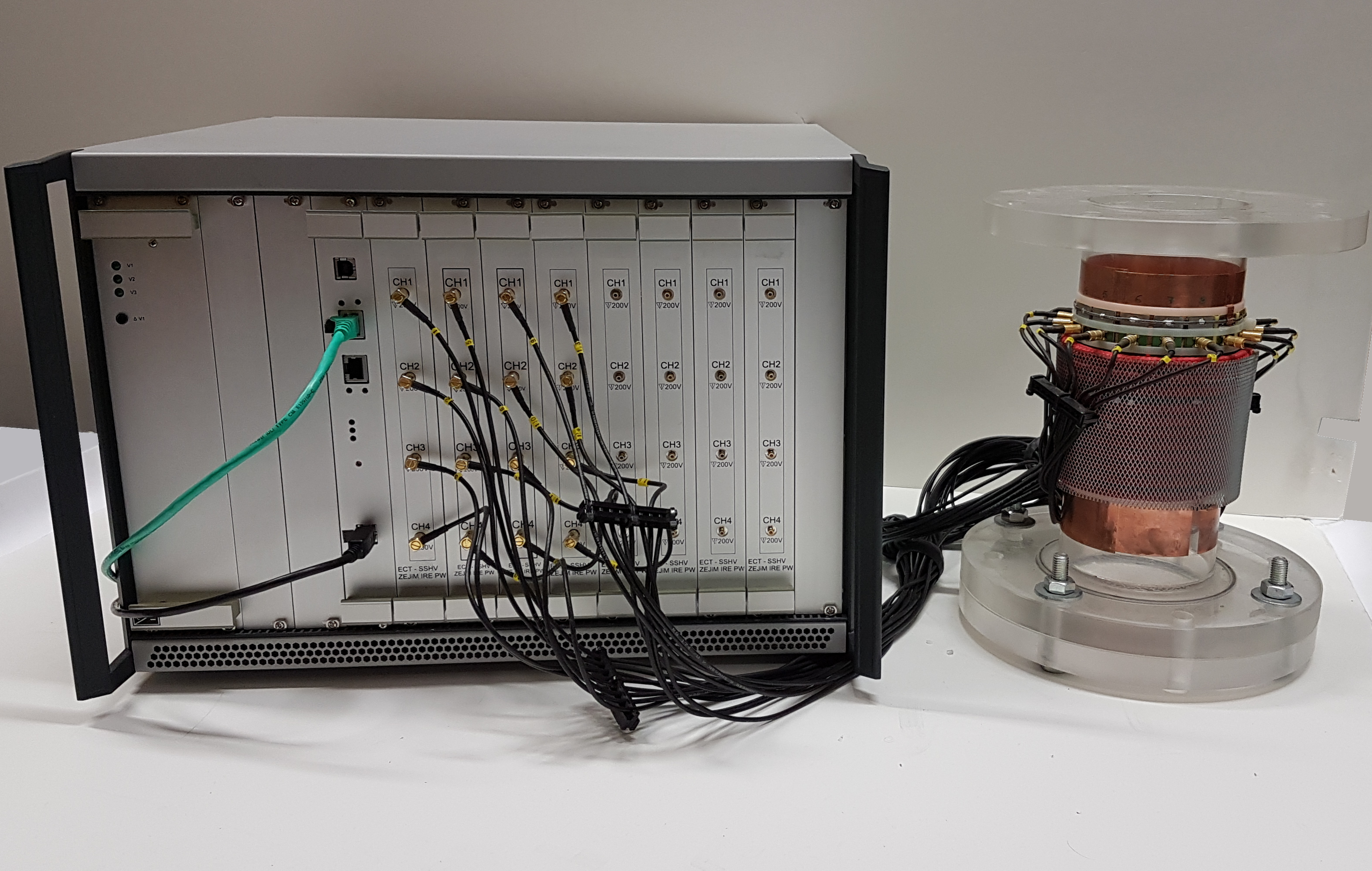
Sistema de tomografia por capacitância elétrica com sensor de 16 eletrodos conectado

Tomografia por Capacitância Elétrica (TCE) é um método para determinação da distribuição da permissividade de um dielétrico  no interior de um objeto a partir de medidas externas de capacitância. Este tema está relacionado a Tomografia por Impedância Elétrica e é proposto como um método para monitoramento industrial, cujo uso ainda não é muito utilizado. Aplicações potenciais incluem a medição de fluxos de fluidos em tubulações e medidas da concentração de um fluido em outro qualquer, ou a distribuição de um sólido em um fluido.
Embora o método de sensoriamento por capacitância elétrica tenha seu uso generalizado, a idéia de se usar as medidas de capacitâncias elétricas para se formar imagens é atribuída a Maurice Beck e colegas de trabalho da UMIST nos idos de 1980.
Mesmo sendo normalmente chamada tomografia, a técnica difere dos métodos tomográficos convencionais, nos quais as imagens de alta resolução são formadas de fatias de um material. Os eletrodos de medição, que são placas metálicas, devem ser suficientemente grandes para 'enxergar' uma mudança mensurável nas capacitâncias. Isto significa que muito poucos eletrodos são utilizados, oito ou doze eletrodos comumente. O sistema de N-eletrodos só pode fornecer {\displaystyle N(N-1)/2} medições independentes. Isto significa que a técnica é muito limitada produzindo imagens de baixa resolução de fatias aproximadas. No entanto, a TCE é rápida, e relativamente barata.